# Friedrich von Kalckreuth

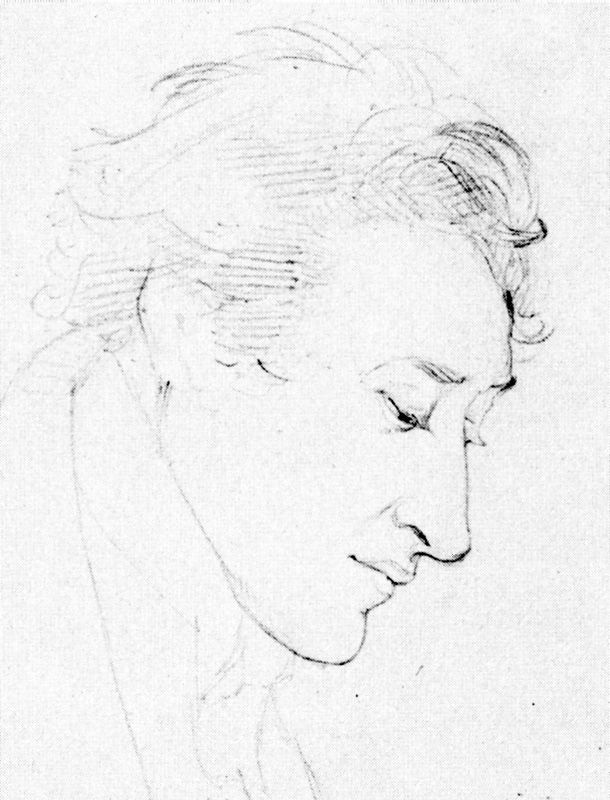
Friedrich von Kalckreuth (um 1819)

Friedrich von Kalckreuth (auch Kalkreuith, mit vollem Namen Friedrich Ernst Adolf Karl Graf von Kalckreuth, pseud. Felix Marius, * 15. März 1790 in Pasewalk; † 15. Dezember 1873 in Berlin) war ein preußischer Schriftsteller und Dramatiker.

## Leben
Friedrich von Kalckreuth war der zweite Sohn des preußischen Generalfeldmarschalls Friedrich Adolph Graf von Kalckreuth (1737–1818) und dessen dritter Ehefrau Charlotte Henriette Sophie geborene von Rohd (1756–1829).
Er studierte in Berlin, fand Zugang zu Romantikerkreisen und begann schon während der Studienzeit selbst zu schreiben. Es entstanden Gedichte und die Dramen Camillus und Isidor. Von 1813 bis 1815 nahm er als Freiwilliger an den Befreiungskriegen teil. Hier und auch als Student lernte er unter anderem den Maler und Zeichner Wilhelm Hensel (1794–1861) und den Dichter Wilhelm Müller (1794–1827) kennen. Mit ihnen und weiteren jungen Dichtern gab er 1816 den Gedichtband Bundesblüthen, eine Sammlung patriotischer Lyrik, heraus. 1817/18 unternahm er eine Reise nach Italien, auf der er Wilhelm Müller traf und die ihm Stoff zu Reisenotizen und die Anregung zum Schauspiel Der Prinz von Toskana vermittelte.

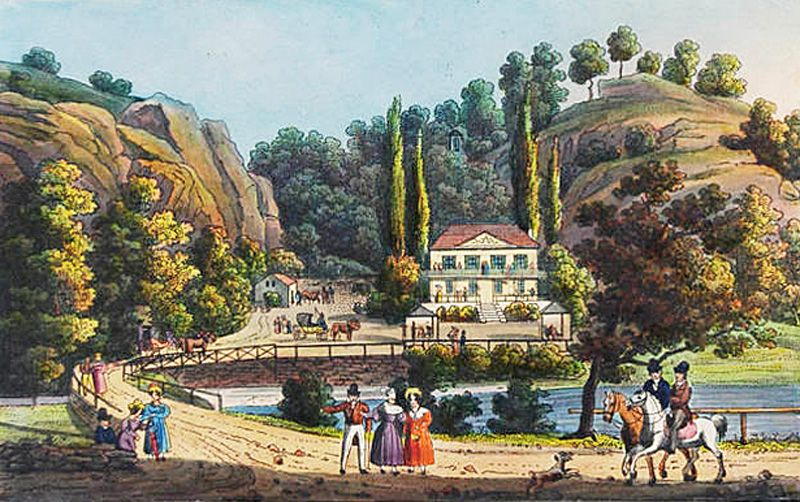
Villa Grassi im Plauenschen Grund

1819 verließ er im Range eines Rittmeisters die Armee und ließ sich in Dresden nieder. Hier erwarb er im Plauenschen Grund die nach dem Vorbesitzer Joseph Grassi (1757–1838), Professor an der Kunstakademie, benannte Villa. Kalckreuth benutzte die Villa Grassi als Sommersitz. Er befreundete sich mit Ernst von der Malsburg (1786–1824) und Otto Heinrich Graf von Loeben (1786–1825) und wurde wie diese Mitglied im Dresdner Liederkreis. Er pflegte auch Kontakte mit Ludwig Tieck (1773–1853). 1826 setzte er sich in einer Schrift für die Unterstützung der Griechischen Revolution ein.
In Dresden führte Friedrich von Kalckreuth ein großes Haus, war großzügiger Mäzen und angenehmer Gesellschafter. Wilhelmina von Chezy (1783–1856) stellte fest „Er gab Gastmähler und Abendgesellschaften, machte Schulden wie ein Prinz und gerieth nach ein paar Jahren ernstlich in die Klemme“.
Um 1830 ging er zurück nach Berlin, wo er zurückgezogen lebte.

## Werke (Auswahl)
- Die Ahnen von Brandenburg, Ein Gedicht, 1813
- Die Belagerung von Danzig im Jahre 1807. Kühn, Posen und Leipzig 1809. (Digitalisat)
- Georg Friedrich von Blankensee, Wilhelm Hensel, Friedrich von Kalckreuth, Wilhelm Müller, Wilhelm von Studnitz: Bundesblüthen. Berlin: Maurersche Buchhandlung, 1816. (darin S. 113–170 Friedrich von Kalckreuth (Digitalisat))
- Dramatische Dichtungen. 2 Bände. Brockhaus Leipzig 1824. (Digitalisat Band 1), (Band 2)
- Die Unterstützung der Griechen. Worte des Herzens. Waltersche Buchhandlung, Dresden 1826. (Digitalisat)
- als Felix Marius: Ephemeren (Gedichte), Berlin 1843